# Stazione di Quercianella-Sonnino
La stazione di Quercianella-Sonnino è uno scalo ferroviario sito a Quercianella, frazione del comune di Livorno.
Si trova lungo la ferrovia Tirrenica, nel tratto compreso tra le stazioni di Antignano e Castiglioncello.
L'impianto è classificato da RFI nella categoria "Silver".

## Storia
La stazione di Quercianella-Sonnino fu costruita successivamente al completamento della linea ferroviaria tra Livorno e Cecina, che prima di allora seguiva un percorso interno, lambendo l'abitato di Collesalvetti. Inizialmente gli abitanti della frazione richiesero la realizzazione di una piccola fermata, che fu innalzata nei pressi del paese. Tuttavia, l'esigenza di costruire una stazione vera e propria portò a formulare diverse ipotesi circa la sua nuova ubicazione, tanto che fu persino proposto di costruirla tra Quercianella e Castiglioncello, in località Campolecciano, all'epoca in provincia di Pisa, dove si prevedeva un intenso sviluppo legato alla villeggiatura.
Quest'ultima proposta non fu attuata e, dopo la seconda guerra mondiale, il nuovo scalo ferroviario sorse non distante dalla precedente fermata, nel territorio comunale di Livorno.
Il nome della stazione deriva dalla denominazione della frazione di Quercianella, nota in passato con il nome di Quercianella Sonnino per la presenza dell'imponente castello fatto costruire da Sidney Sonnino su un vicino promontorio a picco sul mare.
L'arrivo della ferrovia, oltre a servire la dimora di Sonnino, coincise pertanto con il maggiore sviluppo della località, la cui fama è oggi legata alla presenza di alcuni stabilimenti balneari.

## Strutture e impianti
La stazione sorge a margine della via Aurelia, poco dopo il centro del paese, in una posizione leggermente più a sud rispetto all'originaria fermata. A differenza di quest'ultima, il nuovo fabbricato viaggiatori è posto sul lato orientale dei binari. Esso è un edificio a pianta rettangolare, con due piani fuori terra: il fronte verso i binari è caratterizzato da un volume aggettante, più basso, al di sopra del quale si estende una terrazza.
Sul retro si trovano i due binari di corsa utilizzati per il servizio passeggeri, al centro dei quali sono presenti i resti di un terzo binario, usato una volta per le precedenze. È altresì presente un tronchino, utilizzato una volta per il traffico merci.

## Movimento
La stazione è servita da relazioni regionali Trenitalia svolte nell'ambito dei contratti di servizio stipulati con la Regione Toscana, denominati "Memorario".